# Allograpta quadricincta
Allograpta quadricincta är en tvåvingeart som beskrevs av Günther Enderlein 1938. Allograpta quadricincta ingår i släktet Allograpta och familjen blomflugor.
Artens utbredningsområde är Colombia. Inga underarter finns listade i Catalogue of Life.